# Актан Арым Кубат
Актан Арым Кубат (англ. Aktan Arym Kubat; род. 26 марта 1957, село Кунтуу, Сокулукский район, Кыргызская Республика) — кинорежиссёр, сценарист, продюсер, актёр. Академик Национальной Киноакадемии Кыргызской Республики, действительный член Европейской Академии киноискусств, член Азиатско-Тихоокеанской Киноакадемии. Известен также под именем Актан Абдыкалыков. Народный артист Кыргызской Республики (1998).
Лауреат «Серебряного леопарда» МКФ Локарно (Швейцария), «Бронзового Льва» фестиваля рекламы в Каннах (Франция), приза международных кинокритиков ФИПРЕССИ, участник секций Un Certain Regard и Lа Quinzaine des Realisateurs Каннского Кинофестиваля, секции Panorama Берлинского Кинофестиваля и других фестивалей.
Наиболее известен по фильмам «Бешкемпир» (англ. «The Adopted Son»), «Маймыл» (англ. «The Chimp»), «Свет-аке» (англ. «The Light Thief»), «Кентавр» (англ. «Centaur»).
В 2016 году Актан Арым Кубат был признан одним из лучших режиссёров Азии, а «Бешкемпир» вошёл в 100 лучших фильмов Азии по версии сборника Пусанского кинофестиваля, который провёл опрос среди 72 кинокритиков мира.

## Биография
В 1974 году Актан Арым Кубат окончил среднюю школу им. Б. Джамгырчинова, в селе Кунтуу, а затем поступил в Кыргызское Государственное Художественное Училище имени С. Чуйкова по специальности: «Преподаватель по рисованию и черчению». После окончания, в 1980 г. обучался в Творческой мастерской живописи Народного художника СССР Гапара Айтиева.
С 1981 года работал в качестве художника-декоратора, художника-постановщика на киностудии «Кыргызфильм». В 1990 дебютировал как режиссёр документального кино с фильмом «Бежала собака» (производство «Кыргызфильм») в соавторстве с Эркином Рыспаевым, а в 1992 году снял первый игровой фильм «Где твой дом, улитка?».
Буквально через год Актан Арым Кубат снял фильм «Селкинчек», мировая премьера которого прошла на кинофестивале в Локарно, где фильм получил главный приз в секции короткометражного кино. Это событие дало возможность Актану Арым Кубату познакомиться со своим французским продюсером Чедомиром Коларом, который в дальнейшем выступил главным продюсером его фильмов «Бешкемпир» (1998), «Маймыл» (2001), «Свет-аке» (2010) и «Кентавр» (2016).
В 1998 году Актан Арым Кубат создал собственную студию «Бешкемпир». С 2004 года является учредителем и арт-директором продюсерской компании «Ой Арт».
В автобиографическом кинотриптихе «Селкинчек», «Бешкемпир» и «Маймыл» главную роль исполнил сын Актана Арым Кубата — Мирлан Абдыкалыков. В последующих фильмах «Свет-аке», «Кентавр» и «Эсимде» Актан Арым Кубат сам выступил в качестве актёра.

## Общественная деятельность
Актан Арым Кубат активно участвует в общественной деятельности в области кино, является одним из инициаторов и разработчиков Целевой программы «Кинематограф Кыргызстана — 2010», основными направлениями которой являются: образование в кино, кинопроизводство, техническое оснащение, дистрибуция и продвижение кино, авторские права, популяризация авторского кино в Кыргызстане. Являясь с 2005 года одним из учредителей общественной организации «Фонд развития кинематографа», участвовал в разработке и реализации таких проектов как «Фестиваль авторского кино», «Режиссёрские курсы», «Курсы кинопродюсеров», «Реставрация и создание DVD-коллекции кыргызского кино», а также различные мастер-классы по кино.

## Фильмография (избранная)
| Год  | Жанр       | Оригинальное название                 | Название в прокате                     | Роль                                                 |
| ---- | ---------- | ------------------------------------- | -------------------------------------- | ---------------------------------------------------- |
| 1990 | д/ф        | «Бежала собака»                       |                                        | Сорежиссёр, соавтор сценария                         |
| 1992 | х/ф        | «Где твой дом улитка»                 |                                        | Режиссёр                                             |
| 1993 | к/м        | «Селкинчек»                           | «The Swing»/ «Качели»                  | Режиссёр, соавтор сценария                           |
| 1996 | соц. ролик | «Ырыс Алды- Ынтымак»                  | «Let’s Work Together»                  | Режиссёр, автор сценария                             |
| 1996 | соц. ролик | «Алакандай элибиз, ынтымактуу бололу» |                                        | Режиссёр, автор сценария                             |
| 1997 | к/м        | «Асан-Усен»                           |                                        | Режиссёр, автор сценария                             |
| 1998 | х/ф        | «Бешкемпир»                           | «The Adopted Son»/ «Приёмный сын»      | Режиссёр, соавтор сценария                           |
| 2000 | к/м        | «Бекет»                               | «The Stop»/ «Остановка»                | Режиссёр, соавтор сценария                           |
| 2001 | х/ф        | «Маймыл»                              | «The Chimp»                            | Режиссёр, соавтор сценария                           |
| 2008 | х/ф        | «Келин»                               | «The Bride» / «Невестка»               | Автор идеи, соавтор сценария                         |
| 2010 | х/ф        | «Свет-Аке»                            | «The Light Thief» / «Похититель света» | Режиссёр, соавтор сценария, исполнитель главной роли |
| 2011 | х/ф        | «Рай для мамы»                        | «Mother’s Heaven»                      | Режиссёр                                             |
| 2015 | х/ф        | «Небесное кочевье»                    | «Heavenly Nomadic»                     | Соавтор сценария                                     |
| 2017 | х/ф        | «Кентавр»                             | «Centaur»                              | Режиссёр, соавтор сценария, исполнитель главной роли |
| 2022 | х/ф        | «Эсимде»                              | «This Is What I Remember» (Esimde)     | Режиссёр, соавтор сценария, исполнитель главной роли |

## Награды и призы
- Орден «Манас» II степени (2017)[2]
- Орден «Манас» III степени (2011)[2]
- Народный артист Кыргызской Республики (1998)[3]
- Заслуженный деятель культуры Кыргызской Республики (1995)[4]
- Государственная премия имени Токтогула Сатылганова (2000)[2]
- Лауреат Премии Союза Молодежи Кыргызской Республики
- 1990 Гран-при на МКФ в Баку (Азербайджан) — за фильм «Бежала собака»
- 1992 Приз жюри на МКФ в Ашхабаде (Туркмения) — за фильм «Где твой дом улитка?»
- 1993 Главный приз в секции короткометражных фильмов на МКФ в Локарно (Швейцария) — за фильм «Селкинчек»
- 1993 Специальное упоминание жюри ФИПРЕССИ на МКФ в Турине (Италия) — за фильм «Селкинчек»
- 1993 Гран-при на МКФ в Потсдаме (Германия) — за фильм «Селкинчек»
- 1996 Гран-при на Международном фестивале рекламы в Москве (Россия) — за социальный ролик «Ырыс алды — ынтымак»
- 1996 Первый приз в номинации «Социальная реклама» на международном фестивале рекламы в Москве (Россия) — за социальный ролик «Алакандай элибиз, ынтымактуу бололу»
- 1996 Бронзовый Лев на международном фестивале рекламы в Каннах (Франция) — за социальный ролик «Ырыс алды — ынтымак»
- 1997 Гран-при на МКФ в Сиене (Италия) — за фильм «Асан-Усен»
- 1998 Серебряный леопард на МКФ в Локарно (Швейцария) — за фильм «Бешкемпир»
- 1998 Приз «Дон Кихот» на МКФ в Локарно (Швейцария)- за фильм «Бешкемпир»
- 1998 Гран-при МКФ «Евразия» в Алматы (Казахстан) — за фильм «Бешкемпир»
- 1998 Приз публики, приз жюри на МКФ в Вене (Австрия) — за фильм «Бешкемпир»
- 1998 Приз жюри Азиатских фильмов в МКФ Токио (Япония) — за фильм «Бешкемпир»
- 1998 Гран-при на МКФ в Коттбусе (Германия) — за фильм «Бешкемпир»
- 1998 Приз публики, приз Ассоциации французских кинопродюсеров на МКФ Анже (Франция) — за фильм «Бешкемпир»
- 1998 Приз жюри за артистический вклад на МКФ в Буэнос-Айресе (Аргентина) — за фильм «Бешкемпир»
- 1998 Диплом «Самый мудрый фильм кинофестиваля» на VII МДКФ «Артек» (Украина)- за фильм «Бешкемпир»
- 1998 Приз жюри на МКФ в Хихон (Испания) — за фильм «Бешкемпир»
- 1998 Гран-при, приз публики на МКФ в Любляне (Словения) — за фильм «Бешкемпир»
- 1998 Приз жюри за лучшую режиссуру на МКФ в Риге (Латвия) — за фильм «Бешкемпир»
- 1999 Приз жюри на МКФ Детских фильмов в Чикаго (США) — за фильм «Асан-Усен»
- 1999 Специальное упоминание жюри NETPAC на МКФ в Сингапуре- за фильм «Бешкемпир»
- 1999 Приз «Серебряная коробка киноплёнки», приз ФИПРЕССИ на МКФ в Сингапуре — за фильм «Бешкемпир»
- 1999 Гран-при на МКФ Авторских фильмов в Белграде (Югославия) — за фильм «Бешкемпир»
- 2000 Приз жюри за лучший короткометражный фильм на МКФ в Анапе (Россия) — за фильм «Бекет»
- 2000 Приз жюри на МКФ в Коттбусе (Германия) — за фильм «Бекет»
- 2001 Гран-при на МКФ в Ялте (Украина) — за фильм «Маймыл»
- 2001 Гран-при на Международном телекинофоруме «Вместе» в Ялте (Украина) — за фильм «Маймыл»
- 2001 Приз жюри за лучший сценарий на МКФ в Анапе (Россия) — за фильм «Маймыл»
- 2001 Приз жюри за лучшую режиссуру на МКФ в Минске (Белоруссия) — за фильм «Маймыл»
- 2001 Приз жюри «Серебряный дельфин» на МКФ «Фестройа» (Португалия) — за фильм «Маймыл»
- 2002 Приз ФИПРЕССИ международного жюри кинокритиков на МКФ в Братиславе (Словакия) — за фильм «Маймыл»
- 2010 Гран-при и приз международных критиков ФИПРЕССИ на фестивале «Евразия» в Алматы (Казахстан) — за фильм «Свет-аке»
- 2010 Гран-при на фестивале «Дидор» в Душанбе (Таджикистан) — за фильм «Свет-аке»
- 2010 Приз за Лучшую мужскую роль и приз Гильдии кинокритиков на фестивале «Киношок» (Анапа) — за фильм «Свет-аке»
- 2010 Приз зрительских симпатий в Коттбусе (Германия) — за фильм «Свет-аке»
- 2010 Специальный приз жюри на фестивале Амьен (Франция) — за фильм «Свет-аке»
- 2010 Приз жюри «Бронзовая Альгамбра» на фестивале Cines del Sur (Испания) — за фильм «Свет-аке»
- 2010 Гран-При на фестивале в Марокко — за фильм «Свет-аке»
- 2017 Приз Международной Конфедерации Авторского Кино «CICAE Art Cinema Award» на МКФ Берлинале (Германия) — за фильм «Кентавр»
- 2017 Главный приз Международного кинофестиваля MOOOV (Бельгия) — за фильм «Кентавр»
- 2017 Приз за Лучшую режиссёрскую работу кинофестиваля Евразия (Казахстан) — за фильм «Кентавр»
- 2017 Приз NETPAC в рамках кинофестиваля Евразия (Казахстан) — за фильм «Кентавр»
- 2017 Приз за Лучшую мужскую роль кинофестиваля Asian World Film Festival (США) — за фильм «Кентавр»
- 2018 Национальная кинопремия «Ак илбирс» в номинациях «Лучший фильм», «Лучшая режиссёрская работа», «Лучший сценарий», «Лучшая женская роль» — за фильм «Кентавр»
- 2022 Гран-при жюри Азиатско-Тихоокеанской киноакадемии (APSA) — за фильм «Эсимде»
- 2022 Гран-при МКФ «Евразия» в Алматы (Казахстан) — за фильм «Эсимде»